# Пенівський округ
Пеновський район (рос. Пеновский район) — муніципальний район у складі Тверської області Російської Федерації.
Адміністративний центр —  смт Пено.

## Географія
Площа 2385 км². 

Район розташований в західній частині області і межує:
- На північному сході - із Осташковським районом
- На південному сході - із Селіжаровським районом,
- На південному заході - із Андреапольський район Андреапольським районом,
- На північному заході - із Новгородською областю, Маревський район.

Основні річки - Волга, Західна Двіна (витік), Жукопа, Кудь. Великі озера - Пено, Вселуг, Волго, Охват.